# Blackburnibelus bimaculatus
Blackburnibelus bimaculatus is een keversoort uit de familie Belidae. De wetenschappelijke naam van de soort is voor het eerst geldig gepubliceerd in 1871 door Pascoe.